# Yodfat
Yodfat (în ebraică:יודפת) este un sat israelian, organizat în cooperativă de tip moșav shitufí
și așezat în Galileea Superioară, la circa 1 kilometru nord de situl antic Tel Yodfat, la 22 km est de Acra și la 9 km nord de Tzipori. El aparține din punct de vedere administratic Consiliului regional Misgav.
În anul 1958 discipolii lui dr.Yosef Schechter, profesor de la Liceul real din Haifa, care era un fel de guru, promovând o spiritualitate iudaică, prin alcătuirea unei comunități creative, s-au organizat într-un grup (în ebraică „gar'in”, adică „nucleu” sau „sămânță”) de coloniști agricoli.
În anul 1960 ei au întemeiat moșavul Yodfat. Ulterior o mare parte din membrii cooperativei au aderat la învățătura lui Gurdjieff. Începând din anii 1990 învățământul din moșav a primit înrâurirea antropozofiei, dupa gândirea lui Rudolf Steiner.
În anul 2003 a luat ființă școala "Oded", școală antropozofică de tip Waldorf, care din 2011 a obținut un sediu permanent în localitate.   
Prima clădire din Yodfat a fost un turn (mitzpe) înconjurat, ca într-un mic castel, de un zid și de camere de locuit.
Moșavul a fost numit Yodfat după cetatea antică aflată la un kilometru la miazăzi. Actualmente el este locuit de circa o sută de familii. Yodfat este așezarea cea mai vestică dintre localitățile de pe lanțul de dealuri cunoscute ca Munții Yodfat, unde se mai află așezările Avtalion, Yahad și Hararit. 
Pe teritoriul moșavului a funcționat în trecut o fabrică de ciorapi, care s-a închis, după ce a fost achiziționată de compania „Delta”. Moșavul posedă sere de flori, precum și o grădină zoologică numită „Pădurea   maimuțelor”, de asemenea mici ateliere și magazine, precum și restaurante.